# آدم كومستوك
آدم كومستوك هو سياسي أمريكي، ولد في 18 يناير 1740 في سميثفيلد في الولايات المتحدة، وتوفي في 10 أبريل 1819. انتخب عضو جمعية ولاية نيويورك ‏ (1791 – ).